# لایب‌نیتز (شهر اتریش)
لایب‌نیتز (به آلمانی: Leibnitz) یک شهر و شهرک با حقوق شهرک و روستای سابق در اتریش است که در لایب‌نیتز واقع شده‌است. لایب‌نیتز ۲۳٫۵۳ کیلومتر مربع مساحت دارد ۲۷۵ متر بالاتر از سطح دریا واقع شده‌است.